# أودري اسيلفسكي
أودري اسيلفسكي (بالإنجليزية: Audrey Wasilewski)‏ مواليد 26 يونيو 1967 في بنسيلفانيا، هي ممثلة أمريكية بدأت مسيرتها الفنية عام 1994.

## وصلات خارجية
- الموقع الرسمي
- أودري اسيلفسكي على موقع IMDb (الإنجليزية)
- أودري اسيلفسكي على موقع ألو سيني (الفرنسية)
- أودري اسيلفسكي على موقع ميوزك برينز (الإنجليزية)
- أودري اسيلفسكي على موقع قاعدة بيانات الفيلم (الإنجليزية)